# Cédric Waldburger
Cédric Waldburger (* 1988) ist ein Schweizer Unternehmer und Vertreter eines minimalen Lebensstils.

## Leben
Waldburger gründete sein erstes Geschäft, die Mediadesign AG, eine Agentur, die auf Marken- und Markenstrategie spezialisiert ist, im Alter von 14 Jahren. Zu den von ihm gegründeten oder mitbegründeten Unternehmen gehört die Tenderloin Ventures AG, ein junger Risikokapitalfonds mit Fokus auf wachstumsstarke Unternehmen in der IT-/Software-/Hardware-Industrie, die Glimpse Corp., ein Dienstleister für Video-Auditing und Datenanalyse, der sich auf die Überwachung von Transaktionen im Lebensmittel- und Getränkeservice über Videokameras konzentriert, DFINITY Foundation, ein Blockchain-basiertes Cloud-Computing-Projekt. Und Sendtask, ein Hersteller von Task-Management- und Kommunikationssoftware.
Waldburger ist auch bekannt dafür, dass er einen minimalistischen Lebensstil propagiert. So hat er keine feste Adresse, verbringt maximal vier Tage hintereinander an einem Ort und besitzt nur 64 Dinge, alle in schwarz, die er in einer Reisetasche und einem Rucksack mit sich herumträgt.

## Minimalismus
Waldburger ist ein bekannter Vertreter des Minimalismus, der bereits in Fernsehdokumentationen auftrat, um diesen Lebensstil vorzustellen. Er minimalisierte seinen Lebensstil so weit, dass er das Maximum aus seinem Leben herausholen kann. Dafür befreite er sich von allem was ihm unwichtig erschien, um sich auf das Wesentliche des Lebens zu konzentrieren, wie etwa Beziehungen.
Minimalismus bezieht sich auf das Phänomen, dass immer mehr Menschen in den industrialisierten Ländern das Bedürfnis verspüren, sich von dem nutzlosen Durcheinander in ihrem Leben zu befreien. Sie leiden unter der Flut von Informationen, besitzen zu viele Dinge und haben zu wenig Zeit für die wichtigen Dinge im Leben. Sie erkennen, dass sie mehr kaufen, als sie brauchen und dass sie den Fokus verlieren. Minimalisten experimentieren daher mit neuen Lebensvorstellungen. Cédric Waldburger reduzierte die Liste der Dinge, die er in seinem Leben benötigt, auf 64 Objekte. Er hat alles andere weggegeben und hat seitdem keine Wohnung mehr. Als CEO oder CTO mehrerer Unternehmen reist er das ganze Jahr über und verbringt selten mehr als drei Tage hintereinander an einem Ort. Er entwickelt Apps, die es anderen ermöglichen, ein minimalistisches Leben zu führen. In einem Dokumentarfilm des Schweizer Radio und Fernsehen (SRF) wurde dieses Leben bereits beschrieben.

## Digitaler Nomade
Bis 2017 hatte Waldburger an neun Start-ups teilgenommen. Das erlaubte ihm, verschiedene Dinge von jedem Unternehmen zu lernen, wie er sagt. Seine Hauptlektion war „wie wichtig gute Teams, motivierte Mitarbeiter und eine positive Arbeitskultur sind“. Waldburger wird mit seinem Lebensstil eines digitalen Nomaden auch als Vorbild für das Leben moderner Geschäftsleute verwendet. Er wurde in mehreren Lifestyle- und Management-Magazinen vorgestellt, darunter Audis „aio“, als modernes Beispiel eines digitalen Nomaden. Waldburgers Aktivitäten werden als Beweis dafür gesehen, dass Diversifizierung in einer wahrhaft globalisierten Welt zum Erfolgsmodell werden kann. Sein minimalistischer Lifestyle vereint mehrere moderne Trends: Reisen, Flexibilität, ortsunabhängiges Arbeiten und ein Leben, das nicht vom Rhythmus des eigenen Lebens, sondern vom eigenen Biorhythmus bestimmt wird.